# Fly Angola
Fly Angola ( FLA ) est une compagnie aérienne privée  basée en Angola à l' aéroport Quatro de Fevereiro de Luanda . Elle est créée en septembre 2018 «soutenue»[style à revoir] par la société d'investissement angolaise Gestomobil. La compagnie angolaise assure des vols intérieurs et dessert les capitales provinciales de l'Angola depuis son hub.

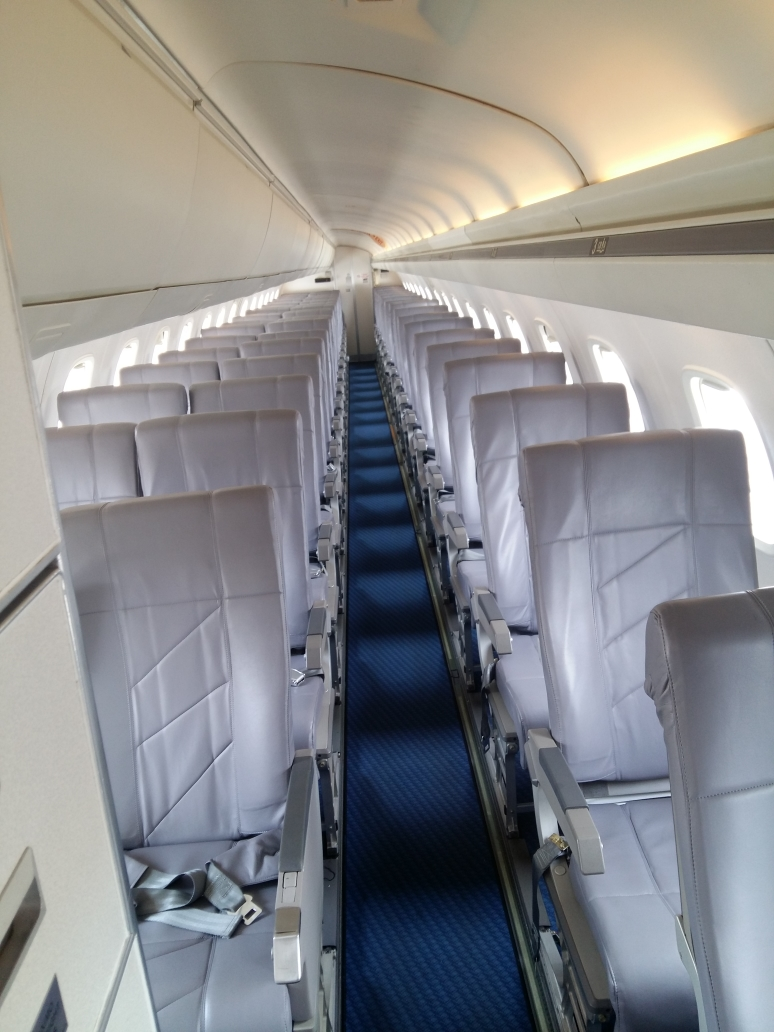
Cabine de l'Embraer EMB-145STD de Fly Angola

En octobre 2020, la compagnie aérienne un Embraer EMB-145 STD immatriculé D2-FDF disposant de 50 sièges en classe économiques standard dans une configuration 1-2. Un deuxième appareil devrait être commandé une fois que la compagnie aérienne aura obtenu son propre certificat de transporteur aérien. La compagnie aérienne prévoyait à la fin de 2019 d'acheter un Embraer EMB-120 de 30 places. Les services de la compagnie aérienne sont assurés par un partenaire local, la compagnie aérienne angolaise AeroJet, propriétaire de l'AOC de Fly Angola.

## Destinations
Fly Angola propose des vols intérieurs au départ de Luanda vers les capitales provinciales de l'Angola :
| Pays   | Ville    | Province / Région       | IATA | OACI | Aéroport                                   | Début | Fin     | Remarques                                                             | Réfs |
| ------ | -------- | ----------------------- | ---- | ---- | ------------------------------------------ | ----- | ------- | --------------------------------------------------------------------- | ---- |
| Angola | Lubango  | Province de Huila       | SDD  | FNUB | Aéroport de Lubango                        | N / A | Présent |                                                                       |      |
| Angola | Benguela | Province de Benguela    | BUG  | FNBG | Aéroport de Benguela                       | 2019  | Présent | Prévu pour être un mini-hub                                           |      |
| Angola | Dundo    | Province de Lunda Norte | DÛE  | FNDU | Aéroport de Dundo                          | 2019  | Présent |                                                                       |      |
| Angola | Luanda   | Province de Luanda      | LAD  | FNlU | Aéroport international Quatro de Fevereiro | 2018  | Présent | BASE                                                                  |      |
| Angola | Luena    | Province de Moxico      | LUO  | FNUE | Aéroport de Luena                          | N / A | N / A   | Considéré comme un mini-hub si le plan Benguela-as-min-hub est réussi |      |
| Angola | Saurimo  | Province de Lunda Sul   | VHC  | FNSA | Aéroport Saurimo                           | 2019  | Présent |                                                                       |      |

## Pandémie de covid-19
Fly Angola a publié une déclaration sur son compte Facebook selon laquelle la compagnie réduira ses activités conformément aux mesures du gouvernement angolais concernant la pandémie COVID-19 et l'aviation.